# Garchizy
Garchizy és un municipi francès, situat al departament del Nièvre i a la regió de Borgonya - Franc Comtat. L'any 2007 tenia 3.646 habitants.

## Demografia

### Població
El 2007 la població de fet de Garchizy era de 3.646 persones. Hi havia 1.404 famílies, de les quals 348 eren unipersonals (140 homes vivint sols i 208 dones vivint soles), 496 parelles sense fills, 460 parelles amb fills i 100 famílies monoparentals amb fills.
La població ha evolucionat segons el següent gràfic:
Habitants censats

### Habitatges
El 2007 hi havia 1.568 habitatges, 1.436 eren l'habitatge principal de la família, 17 eren segones residències i 115 estaven desocupats. 1.324 eren cases i 230 eren apartaments. Dels 1.436 habitatges principals, 1.110 estaven ocupats pels seus propietaris, 307 estaven llogats i ocupats pels llogaters i 19 estaven cedits a títol gratuït; 3 tenien una cambra, 61 en tenien dues, 298 en tenien tres, 475 en tenien quatre i 599 en tenien cinc o més. 1.021 habitatges disposaven pel capbaix d'una plaça de pàrquing. A 588 habitatges hi havia un automòbil i a 697 n'hi havia dos o més.

### Piràmide de població
La piràmide de població per edats i sexe el 2009 era:
| Homes | Edats   | Dones |
| ----- | ------- | ----- |
| 0     | 95 o +  | 0     |
| 0     | 90 a 94 | 12    |
| 4     | 85 a 89 | 4     |
| 4     | 80 a 84 | 4     |
| 8     | 75 a 79 | 20    |
| 12    | 70 a 74 | 4     |
| 8     | 65 a 69 | 12    |
| 8     | 60 a 64 | 8     |
| 4     | 55 a 59 | 8     |
| 8     | 50 a 54 | 8     |
| 8     | 45 a 49 | 4     |
| 8     | 40 a 44 | 8     |
| 0     | 35 a 39 | 12    |
| 8     | 30 a 34 | 4     |
| 12    | 25 a 29 | 8     |
| 4     | 20 a 24 | 0     |
| 4     | 15 a 19 | 12    |
| 8     | 10 a 14 | 8     |
| 4     | 5 a 9   | 4     |
| 12    | 0 a 4   | 12    |

## Economia
El 2007 la població en edat de treballar era de 2.419 persones, 1.653 eren actives i 766 eren inactives. De les 1.653 persones actives 1.505 estaven ocupades (783 homes i 722 dones) i 148 estaven aturades (73 homes i 75 dones). De les 766 persones inactives 254 estaven jubilades, 194 estaven estudiant i 318 estaven classificades com a «altres inactius».

### Ingressos
El 2009 a Garchizy hi havia 1.478 unitats fiscals que integraven 3.553 persones, la mediana anual d'ingressos fiscals per persona era de 16.896 €.

### Activitats econòmiques
Dels 86 establiments que hi havia el 2007, 6 eren d'empreses extractives, 2 d'empreses alimentàries, 2 d'empreses de fabricació d'elements pel transport, 9 d'empreses de fabricació d'altres productes industrials, 21 d'empreses de construcció, 17 d'empreses de comerç i reparació d'automòbils, 3 d'empreses de transport, 1 d'una empresa d'hostatgeria i restauració, 2 d'empreses financeres, 2 d'empreses immobiliàries, 5 d'empreses de serveis, 11 d'entitats de l'administració pública i 5 d'empreses classificades com a «altres activitats de serveis».
Dels 23 establiments de servei als particulars que hi havia el 2009, 1 era una oficina de correu, 1 taller de reparació d'automòbils i de material agrícola, 9 paletes, 3 guixaires pintors, 3 lampisteries, 3 electricistes, 2 perruqueries i 1 agència immobiliària.
Dels 6 establiments comercials que hi havia el 2009, 1 era un hipermercat, 1 una botiga de menys de 120 m², 1 una fleca, 1 una sabateria, 1 una botiga d'electrodomèstics i 1 una botiga de material de revestiment de parets i terra.
L'any 2000 a Garchizy hi havia 12 explotacions agrícoles que ocupaven un total de 696 hectàrees.

## Equipaments sanitaris i escolars
Els 2 equipaments sanitaris que hi havia el 2009 eren farmàcies.
El 2009 hi havia 1 escola maternal i 1escola elemental.

## Poblacions més properes
El següent diagrama mostra les poblacions més properes.